# アイドヴィ・ジュガンツィ

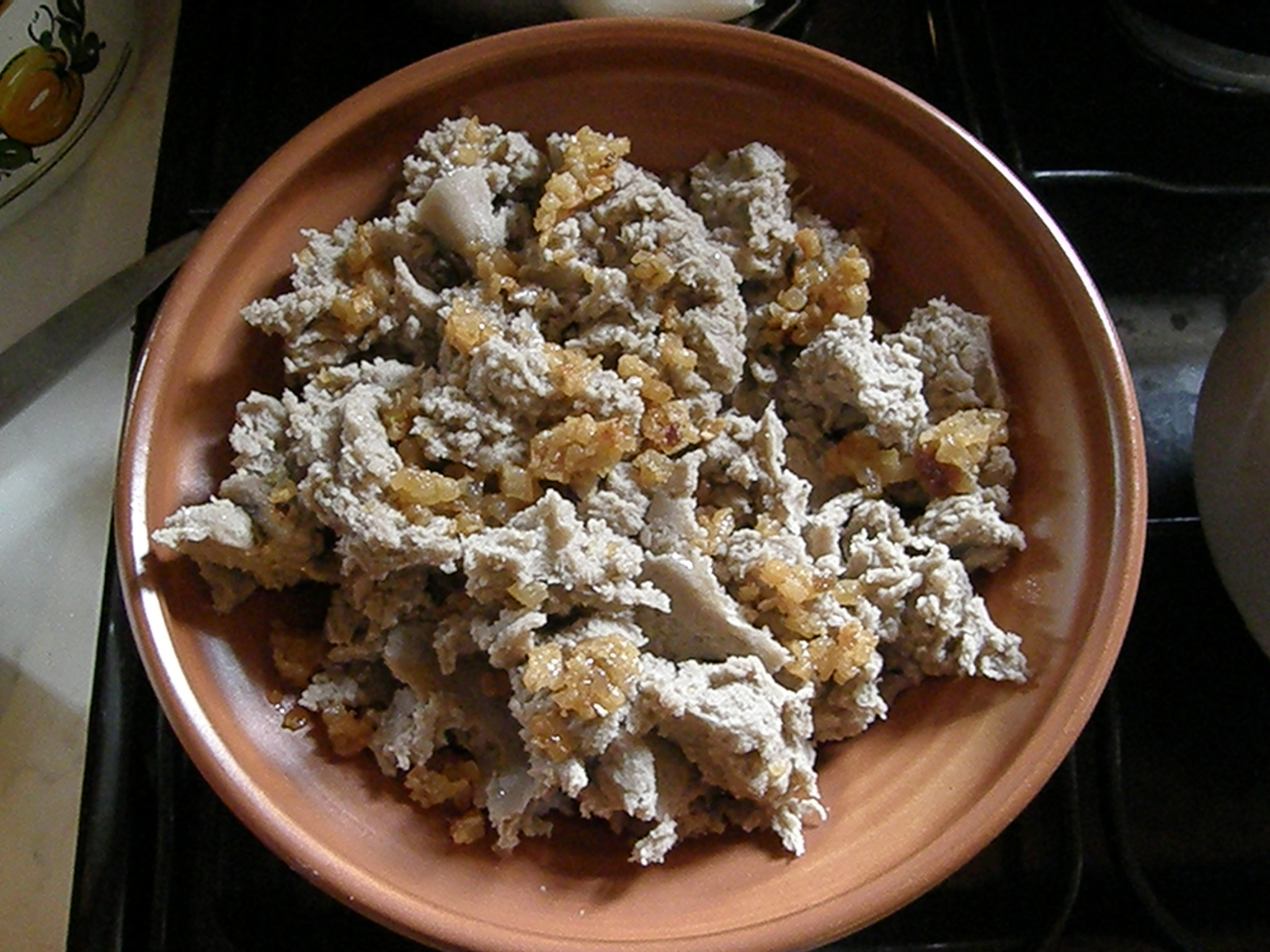
アイドヴィ・ジガンツィ

アイドヴィ・ジガンツィ（Ajdovi žganci）は、スロヴェニアを代表する郷土料理である。
レストランなどでは付け合わせとして出される。

## 具材
そば粉にぬるま湯を混ぜ合わせながら加熱する。ポーク・スクラッチング、またはサワーミルクをかけて食べることも多い。

## 地域性
アイドヴィ・ジガンツィは、スロヴェニア全域で好まれているが、地域によってかなりの差異がある。スロヴェニアの東部では水分が多く含まれている。これに対し、西部のゴレンスカ地方のアイドヴィ・ジガンツィは非常に乾いている。海に近い地域ではあまり一般的ではないが、そのかわりトウモロコシの粉で作ったポレンタ（Polenta）がこれとよく似ている。